# Ciudad Nueva (Tacna)
Ciudad Nueva es una ciudad peruana, capital del distrito homónimo, perteneciente a la provincia y departamento de Tacna, al sur del Perú. En el 2017 tenía una población de 31 501 habitantes según el INEI.